# Ministerium für Nationale Verteidigung
Das Ministerium für Nationale Verteidigung (MfNV) war ein Ministerium im Ministerrat der DDR.
Das Ministerium für Nationale Verteidigung wurde durch das „Gesetz über die Schaffung der Nationalen Volksarmee und des Ministeriums für Nationale Verteidigung“ vom 18. Januar 1956 geschaffen. Die vorher als Kasernierte Volkspolizei bezeichneten paramilitärischen Einheiten wurden nun direkt in die Armee übernommen. Durch Übernahme dieser Truppen war eine sofortige Stärke von über 100.000 Soldaten herstellbar. Am 1. März 1956 sollten alle Bereiche der Nationalen Volksarmee (NVA) arbeitsfähig sein. Dieser Tag wurde ab 1957 als „Tag der Nationalen Volksarmee“ begangen. Im Januar 1962 wurde in der DDR die Wehrpflicht eingeführt.
Der Sitz des Ministeriums war in Strausberg Nord bei Berlin (die heutige Von-Hardenberg-Kaserne). Für die Bewachung aller in Strausberg und außerhalb liegenden Dienstobjekte war das Wachregiment Hugo Eberlein zuständig.
Von Frühjahr 1990 bis zu seiner Auflösung im Zuge der Wiedervereinigung trug das Ministerium den Namen Ministerium für Abrüstung und Verteidigung mit der Abkürzung MfAuV.
Das Ministerium führte auch den staatlichen Militärverlag.

## Aufgaben und Struktur des Ministeriums
Das Ministerium war das zentrale staatliche Organ des Ministerrates der DDR im Bereich des Verteidigungswesens. Allerdings waren seine Kompetenzen in der Praxis beschränkt, da sich das Politbüro des ZK der SED alle wesentlichen Entscheidungen vorbehielt. Dessen Beschlüsse wurden durch den Nationalen Verteidigungsrat der DDR und das Ministerium umgesetzt. Dem Ministerium oblag de jure die Führung der Nationalen Volksarmee sowie die Planung, Koordinierung, Organisation und Durchführung der Landesverteidigung. Dabei war es sowohl für den militärischen als auch den zivilen Bereich zuständig. An der Spitze des Ministeriums stand der Minister für Nationale Verteidigung. Darunter stand ein Hauptstab für den engeren militärischen Bereich sowie verschiedene Verwaltungen und Abteilungen. Auch die politische Hauptverwaltung der NVA, die aber dem ZK der SED beziehungsweise dem Generalsekretär unterstand, war im Ministerium angesiedelt.
Zum Hauptstab gehörten Untergliederungen wie die Verwaltungen Operativ (zuständig für Einsatzpläne), Aufklärung (zuständig für die Informationsbeschaffung über ausländische Streitkräfte), Wehrersatzwesen als übergeordnete Behörde für Wehrbezirks- und Wehrkreiskommandos. Dem Ministerium unterstanden des Weiteren die Waffengattungsfachabteilungen. Diese wurden von einem Chef der Verwaltung geleitet und waren zuständig für Ausbildung und Bewaffnung der jeweiligen Waffengattung. Der Einsatz der Verbände dagegen wurde von den dem Minister direkt unterstellten Chefs der Militärbezirke befohlen.
Als Instrumente der Führung bediente sich die Führung des Ministeriums der Hauptnachrichtenzentrale des Ministeriums für Nationale Verteidigung und eines Operativen Führungszentrums.
Außerdem waren dem Ministerium die Verwaltung der Militärstaatsanwaltschaft, die Gesellschaft für Sport und Technik und die Militärakademie Friedrich Engels unterstellt. Die Anschrift des Ministeriums für Nationale Verteidigung war (1960) Berlin-Niederschöneweide, Schnellerstraße 1/4.

## Minister 1956–1990
| Nr.                                     | Bild                                | Name                                | Lebensdaten                         | Partei                              | Beginn der Amtszeit                 | Ende der Amtszeit                   |
| Minister für Nationale Verteidigung     | Minister für Nationale Verteidigung | Minister für Nationale Verteidigung | Minister für Nationale Verteidigung | Minister für Nationale Verteidigung | Minister für Nationale Verteidigung | Minister für Nationale Verteidigung |
| --------------------------------------- | ----------------------------------- | ----------------------------------- | ----------------------------------- | ----------------------------------- | ----------------------------------- | ----------------------------------- |
| 1                                       |                                     | Willi Stoph                         | 1914–1999                           | SED                                 | 1. März 1956                        | 14. Juli 1960                       |
| 2                                       |                                     | Heinz Hoffmann                      | 1910–1985                           | SED                                 | 14. Juli 1960                       | 2. Dezember 1985                    |
| 3                                       |                                     | Heinz Keßler                        | 1920–2017                           | SED                                 | 3. Dezember 1985                    | 18. November 1989                   |
| 4                                       |                                     | Theodor Hoffmann                    | 1935–2018                           | SED                                 | 18. November 1989                   | 18. März 1990                       |
| Minister für Abrüstung und Verteidigung |                                     |                                     |                                     |                                     |                                     |                                     |
| 5                                       |                                     | Rainer Eppelmann                    | * 1943                              | DA                                  | 12. April 1990                      | 2. Oktober 1990                     |

## Gliederung des Ministeriums
Dem Ministerium für Nationale Verteidigung waren folgende Führungsorgane nachgeordnet:

### Kommando Landstreitkräfte
Das Kommando Landstreitkräfte (KdoLaSK) wurde am 1. Dezember 1972 als Führungsorgan für die Landstreitkräfte geschaffen. Der Sitz war in Wildpark-West bei Potsdam.

### Kommando Luftstreitkräfte/Luftverteidigung
Die Vorgänger des Kommandos LSK/LV der Luftstreitkräfte der Nationalen Volksarmee waren die 1956 geschaffene Verwaltung Luftstreitkräfte und die Verwaltung Luftverteidigung. Ein Jahr später wurden die bis dahin eigenständigen Verwaltungen zum gemeinsamen Kommando LSK/LV mit Sitz in Strausberg zusammengefasst.
Chefs des Kommandos LSK/LV
- Generaloberst Herbert Scheibe (1967–1972)

### Kommando Volksmarine
Das Kommando Volksmarine (KdoVM) mit Sitz in Rostock-Gehlsdorf ging aus der Verwaltung der Seestreitkräfte hervor. Es wurde im Frühjahr 1957 geschaffen. Nach der Verleihung des Titels „Volksmarine“ am 3. November 1960 wurde das Kommando in Kommando Volksmarine umbenannt.
Chefs des Kommandos Seestreitkräfte/Volksmarine
- Konteradmiral Felix Scheffler 1. März 1956 bis 31. Dezember 1956; als Kommandeur Seestreitkräfte
- Vizeadmiral Waldemar Verner 1. Januar 1957 bis 31. Juli 1959; als Kommandeur Seestreitkräfte
- Konteradmiral Wilhelm Ehm 1. August 1959 bis 31. Juli 1961 und 25. Februar 1963 bis 30. November 1987
- Konteradmiral Heinz Neukirchen 1. August 1961 bis 24. Februar 1963; mit der Führung beauftragt
- Vizeadmiral Theodor Hoffmann 1. Dezember 1987 bis 17. November 1989
- Vizeadmiral Hendrik Born 11. Dezember 1989 bis 2. Oktober 1990

### Kommando Grenztruppen der DDR
Nach der Unterstellung der Deutschen Grenzpolizei unter das Ministerium für Nationale Verteidigung am 15. September 1961 wurden die Einheiten als Grenztruppen der DDR bezeichnet. Das Kommando der Grenztruppen (KdoGT) hatte seinen Sitz in Pätz.
Chefs des Kommandos Grenztruppen der DDR
- Generaloberst Erich Peter 15. September 1961 bis 31. Juli 1979
- Generaloberst Klaus-Dieter Baumgarten 1. August 1979 bis 31. Dezember 1989
- Generalmajor Dieter Teichmann 1. Januar 1990 bis 30. September 1990

### Hauptverwaltung Zivilverteidigung
Chef der Hauptverwaltung Zivilverteidigung
- Generaloberst Fritz Peter 1. Dezember 1976 bis 30. April 1990

Zu den Führungsgremien im Ministerium gehörten noch der Hauptstab, die Politische Hauptverwaltung und die Bereiche Rückwärtige Dienste sowie Technik und Bewaffnung.

### Hauptstab
Die Nationale Volksarmee (NVA) der DDR besaß im Gegensatz zu allen anderen Armeen des Warschauer Paktes nie einen Generalstab. Die Aufgaben wurden von einem Hauptstab wahrgenommen. Daneben gab es weder eine offizielle Laufbahn im Generalstabsdienst noch eine eigenständige Generalstabsausbildung. Eine Umbenennung des Hauptstabs in Generalstab scheiterte am Veto der Sowjetunion.
Chefs des Hauptstabes
- Generalleutnant Vincenz Müller 1. März 1956 bis 1. März 1958
- Generalleutnant Heinz Hoffmann 1. März 1958 bis 1. Juli 1960
- Generalmajor Sigfrid Riedel 1. Juli 1960 bis 15. März 1967
- Generaloberst Heinz Keßler 15. März 1967 bis 10. Januar 1979
- Generaloberst Fritz Streletz 10. Januar 1979 bis 31. Dezember 1989
- Generalleutnant Manfred Grätz 1. Januar 1990 bis 15. September 1990
- Generalmajor Michael Schlothauer 15. September 1990 bis 2. Oktober 1990

### Politische Hauptverwaltung
Chefs der Politischen Hauptverwaltung
- 1956: Generalmajor Friedrich Dickel
- 1956–1957: Oberst Gottfried Grünberg
- 1957–1959: Generalmajor Rudolf Dölling
- 1959–1978: Admiral Waldemar Verner
- 1979–1985: Generaloberst Heinz Keßler
- 1985–1989: Generaloberst Horst Brünner

### Bereich Technik und Bewaffnung
Chefs des Bereiches Technik und Bewaffnung
- Oberst Erwin Freyer 1. März 1956 bis 1. Mai 1957
- Generalmajor Rudolf Menzel 1. Mai 1957 bis 14. Oktober 1959
- Generalmajor Friedrich Dickel 15. Oktober 1959 bis 14. November 1963
- Generaloberst Werner Fleißner 1. Februar 1964 bis 27. Dezember 1985
- Generaloberst Joachim Goldbach 1. Februar 1986 bis 18. April 1990

### Bereich Rückwärtige Dienste
Chefs des Bereiches Rückwärtigen Dienste
- Generalmajor Walter Allenstein 1. März 1956 bis 15. September 1972
- Generalleutnant Helmut Poppe 15. September 1972 bis 26. Juli 1979
- Generalleutnant Joachim Goldbach 16. Oktober 1979 bis 31. Januar 1986
- Generalleutnant Manfred Grätz 1. Februar 1986 bis 31. Dezember 1989
- Vizeadmiral Hans Hofmann 1. Januar 1990 bis 18. April 1990

Die Chefs der Kommandos und der anderen Führungsgremien waren in der Regel zugleich Stellvertreter des Ministers für Nationale Verteidigung.
Das MfNV hat mit fast allen anderen Ministerien der DDR so genannte geheime Vereinbarungen geschlossen. Diese Vereinbarung kennzeichneten die hervorgehobene Stellung der NVA.
Inhalte dieser Vereinbarungen war die bevorzugte Behandlung der Armee bei der Lebensmittelvergabe, dem Befahren und Benutzen von Forsten und Freiflächen in der DDR.

### Unterstellte Verbände, Truppenteile, Einheiten und Einrichtungen
- Funkaufklärungsregiment 2
- Nachrichtenregiment 2 „Fritz Große“ in Niederlehme, ab 1982 2. Nachrichtenbrigade
- Hauptnachrichtenzentrale des Ministeriums für Nationale Verteidigung
- Kfz-Regiment 2
- Militärakademie „Friedrich Engels“
- Militärpolitische Hochschule „Wilhelm Pieck“
- Wachregiment „Friedrich Engels“
- Wachregiment „Hugo Eberlein“